# Regiunea Teleorman

Regiunea Teleorman în cadrul împărţirii administrative a României 1950-1952

Regiunea Teleorman a fost o diviziune administrativ-teritorială situată în zona de centru-sud a Republicii Populare Române, înființată în anul 1950, când au fost desființate județele (prin Legea nr.5/6 septembrie 1950). Ea a existat până în anul 1952, când teritoriul său a fost încorporat în regiunea București. 

## Istoric
Reședința regiunii a fost la Roșiorii de Vede, iar teritoriul său cuprindea o suprafață asemănătoare cu cea a actualului județ Teleorman. Regiunea Teleorman a fost desființată cu ocazia primei reforme a administrației locale din România comunistă, fiind inclusă, ca și regiunea Ialomița, în regiunea București,

## Vecinii regiunii Teleorman
Regiunea Teleorman se învecina:
- 1950-1952: la est cu regiunea București, la sud cu Republica Populară Bulgară, la vest cu regiunea Dolj, iar la nord cu regiunea Argeș.

## Raioanele regiunii Teleorman
Regiunea Teleorman a cuprins următoarele raioane: 
- 1950-1952: Alexandria, Brănești, Domnești, Drăgănești-Vlașca, Giurgiu, Olteni, Oltenița, Răcari, Roșiorii de Vede, Turnu Măgurele, Videle, Vidra, Zimnicea.